# Мильгаузен, Богдан Карлович
Богдан Карлович Мильгаузен (нем. August Gottlieb Mihlhausen; 1781 или 1782, Санкт-Петербург — 23 июня (5 июля) 1854, Москва) — русский эпизоотолог, анатом и физиолог; заслуженный профессор медико-хирургической академии; действительный статский советник.

## Биография
Родился в Санкт-Петербурге 30 сентября 1781 года[по какому календарю?] (или в 1782 году) в многодетной семье «кузнечных дел мастера» Карла Ерина Мильгаузена (нем. Karl Ehrenfried Mihlhausen); рано остался без отца. Когда в 1797 году он стал учеником при Главном запасном аптекарском магазине в Санкт-Петербурге, его старший брат Фёдор Карлович уже работал врачом в Обуховской больнице. В 1798 году Богдан Мильгаузен был переведён в Придворную аптеку, а в 1801 году стал аптекарским помощником при лаборатории Главной Санкт-Петербургской аптеки. В этом же году он поступил вольнослушателем в Медико-хирургический институт, который вскоре объединился с Медико-хирургической академией (МХА) и который Богдан Мильгаузен окончил в 1803 году. Для продолжения образования был направлен за границу и, по возвращении в Россию в 1807 году, был утверждён лекарем 1-го отделения, получил звание адъюнкта зоотомии, сравнительной физиологии и эпизоотологии в МХА. Одновременно работал ординатором в Петербургском военно-сухопутном госпитале.
В декабре 1809 года Б. К. Мильгаузен был утверждён экстраординарным профессором в Московском отделении медико-хирургической академии. В 1812 году он покинул Москву с последним отрядом. В период 1808—1815 годов его неоднократно направляли для борьбы с эпизоотиями в различные губернии; в 1822 году он получил степень доктора медицины и с июля 1823 года был ординарным профессором зоотомии и сравнительной физиологии; уволился из академии заслуженным профессором в 1833 году.
В 1817 году был принят лекарем в больницу Странноприимного дома Шереметевых; с 1831 года — штаб-лекарь; с 1838 года — старший доктор. Жил на Швивой горке, в собственном доме.
С 31 декабря 1827 года — статский советник, с 1847 года — действительный статский советник.
Сыновья, Фёдор и Александр, воспитывались в пансионе Л. И. Чермака в Москве вместе с Ф. М. Достоевским; оба окончили Императорский Московский университет, первый юридический факультет, второй — математическое отделение философского факультета.
Его дочь Елизавета Богдановна Мюльгаузен (1824—1857), в 1841 году вышла замуж за Т. Н. Грановского; другая дочь, Юлия Богдановна (1827 — после 1903), была женой московского городского головы Д. Д. Шумахера; третья дочь, Софья Богдановна, вышла замуж за юриста Николая Дмитриевича Игнатьева.